# Ллойд, Филлида
Филлида Ллойд (англ. Phyllida Lloyd, р. 17 июня 1957 года) — британский режиссёр театра и кино. Известна театральными работами, постановкой фильма-мюзикла «Мамма Mia!» и биографической драмы «Железная леди».

## Биография
Родилась и выросла в Бристоле. В 1979 году окончила Бирмингемский университет (англ. Birmingham University). Затем пять лет работала на канале BBC.
С 1985 года она занимала пост ассистента режиссёра в театре Everyman в Челтенхэме.
В 1989 году перешла в театр Bristol Old Vic, где её постановка «Комедии ошибок» имела успех.
Затем поставила в манчестерском Royal Exchange Theatre «Зимнюю сказку», «Школу злословия», «Медею» и «Death and the King's Horseman».
В 1991 году она дебютировала уже на более серьёзной сцене — в театре Royal Shakespeare Company постановкой «Виртуоз» (англ. The Virtuoso) по пьесе малоизвестного Томаса Шедвелла. Затем последовала постановка в 1992 году комедии «Таланты и поклонники» Александра Островского.
В 1992 году к ней пришёл первый коммерческий успех: её постановка пьесы Джона Гуара «Шесть степеней отчуждения» (англ. Six Degrees of Separation) была перенесена на сцену театра Вест-Энд. В 1994 году дебютировала в Королевском национальном театре с «Периклом» Шекспира. Затем последовали «Истерия» Терри Джонсона для «Королевского придворного театра» (англ. Royal Court Theatre) и «Трёхгрошовая опера» Бертольда Брехта для некоммерческого театра Donmar Warehouse, в котором Филлида Ллойд работает по сей день.
В 1999 году режиссёр поставила мюзикл «Мамма Мия!», созданный на основе популярных песен группы ABBA. В 2008 году адаптировала его под киноверсию, и это стало её первой и очень успешной работой в кино.
В 2011 году сняла биографический фильм «Железная леди» с Мерил Стрип в главной роли.
Снявшаяся в двух фильмах режиссёра Мерил Стрип так отзывается о ней: «Умная, правдивая, организованная, „без ерунды“» («Smart, truthful, organised, no bullshit.»).

## Фильмография
| Год  |   | Русское название | Оригинальное название | Роль     |
| ---- | - | ---------------- | --------------------- | -------- |
| 2000 | ф | «Глориана»       | Gloriana              | режиссёр |
| 2000 | ф | «Мамма Мия!»     | Mamma Mia!            | режиссёр |
| 2008 | ф | «Мамма Мия!»     | Mamma Mia!            | режиссёр |
| 2011 | ф | «Железная леди»  | The Iron Lady         | режиссёр |

## Награды
В 2006 году удостоилась почетной степени в двух университетах — в Оксфорде и в Бристоле.
Телефильм Gloriana был удостоен национальной премии «Эмми» в 2000 году, премии Festival International de Programmes Audiovisuels в 2001 году и премии Королевского филармонического общества.
Фильм «Мамма Мия!» получил награду Rembrandt Award Berster Internationaler Film и был номинирован на соискание ещё нескольких, в том числе:
- Amanda Award — лучший художественный фильм;
- BAFTA
  - Лучший британский фильм
  - Лучшая музыка к фильму
  - Премия им. Карла Формана за лучший дебют британского сценариста, режиссёра или продюсера;
- Золотой глобус:
  - Лучший фильм (комедия или мюзикл)
  - Лучшая женская роль (комедия или мюзикл) — Мерил Стрип.

Фильм «Железная леди» номинировался на ряд престижных кинопремий за 2011 год, и в нескольких номинациях победил: в частности, за роль в этом фильме Мерил Стрип получила и Золотой глобус, и Оскар, и премию Британской киноакадемии BAFTA.
Филлида Ллойд — командор Ордена Британской империи.
В 2009, 2010, 2011 году The Independent включала имя Филлиды Ллойд в список 100 наиболее влиятельных ЛГБТ-персон Великобритании (Ллойд открыто признает свою гомосексуальность).